# Wereldbeker schaatsen 2010/2011 - Wereldbeker 4
De Wereldbeker schaatsen 2010/2011 Wereldbeker 4 was de vierde wedstrijd van het wereldbekerseizoen die op 4 en 5 december 2010 plaatsvond op de provinciale ijsbaan van Jilin in Changchun, China. Enkel de sprintafstanden, 500 en 1000 meter, stonden op het programma.

## Programma
| Datum      | Tijd     | Onderdeel                                               |
| ---------- | -------- | ------------------------------------------------------- |
| 4 december | 5:00 MET | 500 m vrouwen 500 m mannen 1000 m vrouwen 1000 m mannen |
| 5 december | 5:00 MET | 500 m vrouwen 500 m mannen 1000 m vrouwen 1000 m mannen |

## Nederlandse deelnemers
| Afstand  | Geslacht | Deelnemers, A- of B-groep | Deelnemers, A- of B-groep | Deelnemers, A- of B-groep | Deelnemers, A- of B-groep | Deelnemers, A- of B-groep | Deelnemers, A- of B-groep | Deelnemers, A- of B-groep | Deelnemers, A- of B-groep | Deelnemers, A- of B-groep | Deelnemers, A- of B-groep |
| -------- | -------- | ------------------------- | ------------------------- | ------------------------- | ------------------------- | ------------------------- | ------------------------- | ------------------------- | ------------------------- | ------------------------- | ------------------------- |
| 1e 500m  | Vrouwen  | Margot Boer               | A                         | Laurine van Riessen       | A                         | Marianne Timmer           | A                         | Thijsje Oenema            | A                         | Anice Das                 | A                         |
| 1e 500m  | Mannen   | Jan Smeekens              | A                         | Stefan Groothuis          | A                         | Jacques de Koning         | A                         | Hein Otterspeer           | A                         | Simon Kuipers             | A                         |
|          |          |                           |                           |                           |                           |                           |                           |                           |                           |                           |                           |
| 1e 1000m | Vrouwen  | Margot Boer               | A                         | Laurine van Riessen       | A                         | Natasja Bruintjes         | A                         | Roxanne van Hemert        | B                         | —                         | —                         |
| 1e 1000m | Mannen   | Simon Kuipers             | A                         | Stefan Groothuis          | A                         | Jan Bos                   | A                         | Hein Otterspeer           | A                         | —                         | —                         |
|          |          |                           |                           |                           |                           |                           |                           |                           |                           |                           |                           |
| 2e 500m  | Vrouwen  | Margot Boer               | A                         | Laurine van Riessen       | A                         | Marianne Timmer           | A                         | Thijsje Oenema            | A                         | Anice Das                 | A                         |
| 2e 500m  | Mannen   | Jan Smeekens              | A                         | Stefan Groothuis          | A                         | Jacques de Koning         | A                         | Hein Otterspeer           | A                         | Simon Kuipers             | A                         |
|          |          |                           |                           |                           |                           |                           |                           |                           |                           |                           |                           |
| 2e 1000m | Vrouwen  | Margot Boer               | A                         | Laurine van Riessen       | A                         | Natasja Bruintjes         | A                         | Roxanne van Hemert        | A                         | —                         | —                         |
| 2e 1000m | Mannen   | Simon Kuipers             | A                         | Stefan Groothuis          | A                         | Jan Bos                   | A                         | Hein Otterspeer           | A                         | —                         | —                         |

## Podia

### Mannen
| Afstand:          | Goud:                             | Tijd       | Zilver:                  | Tijd    | Brons:                    | Tijd    |
| 500 m (zaterdag)  | Lee Kang-seok Zuid-Korea          | 35,10      | Joji Kato Japan          | 35,25   | Keiichiro Nagashima Japan | 35,30   |
| 500 m (zondag)    | Tucker Fredricks Verenigde Staten | 35,26      | Jan Smeekens Nederland   | 35,27   | Lee Kyou-hyuk Zuid-Korea  | 35,32   |
| 1000 m (zaterdag) | Stefan Groothuis Nederland        | 1.09,57 BR | Lee Kyou-hyuk Zuid-Korea | 1.10,10 | Simon Kuipers Nederland   | 1.10,27 |
| 1000 m (zondag)   | Stefan Groothuis Nederland        | 1.09,39 BR | Simon Kuipers Nederland  | 1.10,11 | Lee Kyou-hyuk Zuid-Korea  | 1.10,13 |

### Vrouwen
| Afstand:          | Goud:                    | Tijd       | Zilver:                             | Tijd    | Brons:                 | Tijd    |
| 500 m (zaterdag)  | Lee Sang-hwa Zuid-Korea  | 38,24      | Jenny Wolf Duitsland                | 38,29   | Nao Kodaira Japan      | 38,51   |
| 500 m (zondag)    | Lee Sang-hwa Zuid-Korea  | 38,22      | Yu Jing China                       | 38,27   | Jenny Wolf Duitsland   | 38,44   |
| 1000 m (zaterdag) | Christine Nesbitt Canada | 1.16,07 BR | Heather Richardson Verenigde Staten | 1.17,49 | Judith Hesse Duitsland | 1.18,04 |
| 1000 m (zondag)   | Christine Nesbitt Canada | 1.16,55    | Heather Richardson Verenigde Staten | 1.17,59 | Nao Kodaira Japan      | 1.17,98 |